# Чернівецька селищна рада
Черніве́цька се́лищна ра́да — адміністративно-територіальна одиниця та орган місцевого самоврядування в Чернівецькому районі Вінницької області. Адміністративний центр — селище міського типу Чернівці.

## Загальні відомості
Чернівецька селищна рада утворена в 1990 році.
- Територія ради: 28,2 км²
- Населення ради: 3 258 осіб (станом на 2001 рік)
- Територією ради протікає річка Мурафа

## Населені пункти
Селищній раді підпорядковані населені пункти:
- смт Чернівці
- с. Йосипівка

## Склад ради
Рада складається з 20 депутатів та голови.
- Голова ради: Кушнір Валентина Петрівна
- Секретар ради: Соколовська Світлана Миколаївна

### Керівний склад попередніх скликань
| Прізвище, ім'я, по батькові | Основні відомості                                                | Дата обрання | Дата звільнення |
| --------------------------- | ---------------------------------------------------------------- | ------------ | --------------- |
| Кушнір Валентина Петрівна   | Селищний голова, 1970 року народження, освіта вища, позапартійна | 26.03.2006   | 31.10.2010      |
| Кушнір Валентина Петрівна   | Селищний голова, 1970 року народження, освіта вища, позапартійна | 31.10.2010   |                 |

Примітка: таблиця складена за даними сайту Верховної Ради України

### Депутати
За результатами місцевих виборів 2010 року депутатами ради стали:

#### За суб'єктами висування
| Суб'єкт висування                                       | Кількість обраних депутатів | %  |
| ------------------------------------------------------- | --------------------------- | -- |
| Самовисування                                           | 12                          | 60 |
| Партія Християнсько-Демократичний Союз                  | 3                           | 15 |
| Демократична партія України                             | 2                           | 10 |
| Народна партія                                          | 1                           | 5  |
| Політична партія Всеукраїнське об'єднання «Батьківщина» | 1                           | 5  |
| Політична партія Всеукраїнське об'єднання «Свобода»     | 1                           | 5  |

#### За округами
| № округу                                                | Прізвище, ім'я, по батькові      | Дата визнання обраним | Освіта             | Партійна приналежність                      | Відомості про обраного депутата |
| ------------------------------------------------------- | -------------------------------- | --------------------- | ------------------ | ------------------------------------------- | --- |
| Демократична партія України                             |                                  |                       |                    |                                             | |
| 2                                                       | Мординський Андрій Станіславович | 02.11.2010            | середня спеціальна | член Демократичної партії України           | ФГ «Карат», голова |
| 3                                                       | Микулінська Валентина Петрівна   | 02.11.2010            | середня спеціальна | позапартійна                                | Чернівецька ЦРЛ, старша медсестра |
| Народна Партія                                          |                                  |                       |                    |                                             | |
| 8                                                       | Мариновський Олег Іванович       | 02.11.2010            | вища               | позапартійний                               | управління сільського господарства Чернівецької РДА, головний держінспектор якості та формування продукції с/г у Чернівецькому районі         |
| Партія Християнсько-Демократичний Союз                  |                                  |                       |                    |                                             | |
| 7                                                       | Ординська Валентина Анатоліївна  | 02.11.2010            | середня спеціальна | член Партії Християнсько-Демократичний Союз | приватний підприємець |
| 16                                                      | Дзівінська Людмила Богданівна    | 02.11.2010            | середня спеціальна | член Партії Християнсько-Демократичний Союз | Чернівецька ЦРЛ, головний бухгалтер |
| 18                                                      | Жарська Ванда Броніславівна      | 02.11.2010            | вища               | член Партії Християнсько-Демократичний Союз | управління праці та соціального захисту населення Чернівецької РДА, начальник відділу контролю адресних грошових та компенсаційних виплат     |
| Політична партія Всеукраїнське об'єднання «Батьківщина» |                                  |                       |                    |                                             | |
| 15                                                      | Буяновська Ніна Леонідівна       | 02.11.2010            | середня спеціальна | позапартійна                                | Чернівецька ЦРЛ, начальник планово-економічного відділу                                                                                       |
| Політична партія Всеукраїнське об'єднання «Свобода»     |                                  |                       |                    |                                             | |
| 20                                                      | Жарський Віктор Анатолійович     | 14.11.2010            | середня спеціальна | член Всеукраїнського об'єднання «Свобода»   | бюро економічної безпеки та правового захисту «Кондр А», начальник зміни охорони                                                              |
| Самовисування                                           |                                  |                       |                    |                                             | |
| 1                                                       | Тарановська Лариса Станіславівна | 02.11.2010            | вища               | позапартійна                                | Чернівецька районна рада, начальник організаційного відділу та зв'язків з органами місцевого самоврядування виконавчого апарату районної ради |
| 4                                                       | Окунь Людмила Тимофіївна         | 02.11.2010            | середня спеціальна | позапартійна                                | магазин № 5, продавець |
| 5                                                       | Сауляк Ольга Андріївна           | 10.01.2011            | вища               | позапартійна                                | приватний підприємець |
| 6                                                       | Суперсон Петро Іванович          | 02.11.2010            | вища               | член Соціалістичної партії України          | СТ «Чернівці», голова правління |
| 9                                                       | Суперсон Тетяна Миколаївна       | 02.11.2010            | вища               | позапартійна                                | СТ «Чернівці», заступник голови правління |
| 10                                                      | Рибчук Антон Іванович            | 02.11.2010            | вища               | позапартійний                               | держінспекція у Вінницькій області, інспектор з охорони природного навколишнього середовища                                                   |
| 11                                                      | Соколовська Світлана Миколаївна  | 02.11.2010            | середня спеціальна | позапартійна                                | Чернівецька селищна рада, секретар |
| 12                                                      | Суперсон Олександр Петрович      | 09.01.2011            | вища               | член Соціалістичної партії України          | Чернівецька нотаріальна контора, приватний нотаріус                                                                                           |
| 13                                                      | Дячишин Іван Петрович            | 09.01.2011            | середня спеціальна | позапартійний                               | пенсіонер |
| 14                                                      | Шевцова Аліна Францівна          | 02.11.2010            | вища               | позапартійна                                | Чернівецька селищна рада, рахівник-касир |
| 17                                                      | Бринзя Станіслав Іванович        | 02.11.2010            | вища               | позапартійний                               | Вінницька регіональна філія ДП «Центр ДЗК», інженер — землевпорядник                                                                          |
| 19                                                      | Мартинюк Олег Олександрович      | 02.11.2010            | вища               | позапартійний                               | Чернівецька селищна рада, головний бухгалтер                                                                                                  |